# Ørsted Sogn (Norddjurs Kommune)
 For alternative betydninger, se Ørsted Sogn. (Se også artikler, som begynder med Ørsted Sogn)
Ørsted Sogn er et sogn i Norddjurs Provsti (Århus Stift).
Ørsted Sogn hørte til Rougsø Herred i Randers Amt. Ørsted Sogn udgjorde Ørsted Kommune. Kommunen blev ved kommunalreformen i 1970 indlemmet i Rougsø Kommune, som ved strukturreformen i 2007 indgik i Norddjurs Kommune.
I Ørsted Sogn ligger Ørsted Kirke.
I sognet findes følgende autoriserede stednavne:
- Bode (Ørsted Sogn ) (bebyggelse, ejerlav)
- Bode Enge (bebyggelse)
- Bode Krog (bebyggelse)
- Flodenge (areal)
- Heden (bebyggelse)
- Hejbæk (vandareal)
- Hevring (bebyggelse, ejerlav)
- Hevring Kær (bebyggelse)
- Hollandsbjerg (bebyggelse, ejerlav) – en bakke beliggende tæt ved Randers Fjord. Stenalderkystskrænten er meget tydelig på fjordsiden. Navnet kommer efter sigende fra et skibsforlis, hvor et hollandsk skib forliste på dette sted.
- Hollandsbjerg Hede (bebyggelse)
- Hollandsbjerg Holme (areal)
- Købeenge (areal)
- Lille Sjørup (bebyggelse, ejerlav) – delt med Voer Sogn
- Spangshuse (bebyggelse)
- Stenalt Møllebæk (vandareal)
- Stenalt Skov (areal)
- Stenalt (bebyggelse, ejerlav, landbrugsejendom)
- Stenbakke (areal)
- Tangkær (bebyggelse)
- Tushøj (areal)
- Tørslev Dal (bebyggelse)
- Ørsted Enge (bebyggelse)
- Ørsted Mark (bebyggelse)
- Ørsted (bebyggelse, ejerlav)